# Carne viva (álbum)
Carne viva es el tercer álbum de la banda argentina de heavy metal Tren Loco, editado en el año 2000 por Yugular records. 

## Detalles
El disco incluye arreglos de violín y bandoneón y dos pistas con audio del manga japonés Dragon Ball, del cual el bajista Gustavo Zavala era seguidor. 
El tema "Vengan juntos" es un cover de "Come Together" de The Beatles.
En 2002 el sello brasileño Dies Irae lo editó en LP de vinilo.
Fue reeditado en CD como Carne viva '04 en el año 2004 por el sello de la banda: Yugular Records.

## Lista de canciones
| N.º | Título                        | Duración |  |
| 1.  | «Apocalipsis»                 | -        |  |
| 2.  | «El Desertor I»               | -        |  |
| 3.  | «El Desertor II»              | -        |  |
| 4.  | «Carne Viva»                  | -        |  |
| 5.  | «Heavy Thoven»                | -        |  |
| 6.  | «Nos vemos en Cutral Co»      | -        |  |
| 7.  | «Garganta profunda»           | -        |  |
| 8.  | «El grito»                    | -        |  |
| 9.  | «El hincha»                   | -        |  |
| 10. | «Ka Me Ha Me Ha!»             | -        |  |
| 11. | «Soy del sur»                 | -        |  |
| 12. | «Infierno Shopping Center I»  | -        |  |
| 13. | «Infierno Shopping Center II» | -        |  |
| 14. | «Maniobras de guerra»         | -        |  |
| 15. | «Vengan juntos»               | -        |  |
| 16. | «Recuerdo»                    | -        |  |
| 17. | «Últimas palabras de Vegeta»  | -        |  |

## Créditos
- Gustavo Zavala - Bajo, teclados, piano
- Carlos Cabral - Voz
- Mauricio Moncho Pregler - Guitarra
- Pollo Fuentes - Batería
- Pichuquito - Bandoneón («Infierno Shopping Center» y «Garganta profunda»)
- Eduardo Augusto - Violín («Nos vemos en Cutral Co» y «Maniobras de guerra»)